# Les Mille Automnes de Jacob de Zoet
Les Mille Automnes de Jacob de Zoet (titre original : The Thousand Autumns of Jacob de Zoet) est le cinquième roman de l'écrivain anglais David Mitchell. Publié en 2010, l'histoire se passe à la fin du XVIIIe siècle au Japon dans la concession néerlandaise de Dejima pendant la période d'isolement de l'archipel.

## Résumé
Le roman raconte l'histoire de Jacob de Zoet débarquant dans le poste commercial de la compagnie des Indes néerlandaises de Dejima dans le port de Nagasaki en 1799. Il se prend d'amour pour une sage-femme au visage partiellement brûlé qui sera enlevée sous ses yeux et conduite dans un temple sinistre au sommet d'une montagne.

## Développement
Mitchell travaille quatre ans sur ce roman, fait des recherches et élabore une vision du Japon du XVIIIe siècle. De petits détails tels que « les hommes utilisaient-ils de la crème à raser ou non ? » prenaient beaucoup de temps et une seule phrase pouvait demander une demi-journée de rédaction. Mitchell a d'ailleurs déclaré : « C'était dur, ce travail m'a presque achevé avant que je ne l'achève ».
Les origines du roman remontent à 1994 lorsque Mitchell se rend dans l'Ouest du Japon pour un voyage d'enseignement. En cherchant à déjeuner à petit prix à Nagasaki, il découvre le musée de Dejima. « Je n'ai pas déjeuné ce jour-là, mais j'ai noté des informations dans un calepin sur cet endroit dont je n'avais jamais entendu parler, puis un jour j'ai pris la décision d'écrire sur ce sujet ».
Plusieurs évènements décrits dans le roman ont réellement eut lieu, comme le bombardement de Dejima par le HMS Phaeton et le suicide rituel du magistrat Matsudaira de Nagasaki qui s'ensuivit. Le personnage principal, Jacob de Zoet, ressemble par certains côtés à Hendrik Doeff, auteur d'un ouvrage sur son séjour à Dejima.
Le titre fait référence au dicton japonais « mille automnes en une seule journée » (一日千秋), qui signifie « attendre impatiemment quelque chose ».

## Récompenses et nominations
Le roman gagne le prix des écrivains du Commonwealth (en) de 2011 (section Asie du Sud et Europe), est longtemps en lice pour le prix Booker de 2010, est l'un des « meilleurs livres de l'année » (4e) pour le Time Magazine, et pour le New York Times . Il est également sélectionné pour le prix Walter Scott de 2011.

## Source de la traduction
- (en) Cet article est partiellement ou en totalité issu de l’article de Wikipédia en anglais intitulé « The Thousand Autumns of Jacob de Zoet » (voir la liste des auteurs).